# غاري سافاج (لاعب قذف)
غاري سافاج (بالإنجليزية: Gary Savage)‏ هو لاعب قذف بريطاني، ولد في 1970.